# Stazione di Humboldthain
La stazione di Humboldthain è una fermata ferroviaria di Berlino, sita nel quartiere di Gesundbrunnen nelle vicinanze del parco dello Humboldthain. È posta sotto tutela monumentale (Denkmalschutz).

## Storia
La fermata venne costruita dal 1934 al 1935 su progetto di Richard Brademann.

## Movimento
La fermata è servita dalle linee S 1, S 2, S 25 e S 26 della S-Bahn.